# Don't You Worry 'Bout a Thing
Don't You Worry 'Bout a Thing è una canzone scritta, prodotta e registrata da Stevie Wonder nel 1973, pubblicata come terzo singolo estratto dall'album Innervisions.
Il singolo raggiunse la sedicesima posizione della Billboard Hot 100  e la seconda della R&B chart.

## Cover
Don't You Worry 'Bout a Thing è stato oggetto di numerose cover nel corso degli anni, fra cui si ricordano le versioni dei The Main Ingredient, degli Incognito nel 1992, di Stefania Del Prete, vocalist per Eleonora Cecere, nella compilation Non è la Rai estate del 1994, dei Cluster, gruppo rivelazione di X Factor 2008 e di John Legend, la cui versione prodotta da will.i.am fu inserita nella colonna sonora del film Hitch - Lui sì che capisce le donne e da Tory Kelly nel film Sing.

## Tracce
1. Don't You Worry 'Bout a Thing
2. Blame It on the Sun

## Classifiche
| Classifica (1974)      | Posizione più alta |
| ---------------------- | ------------------ |
| U.S. Billboard Hot 100 | 16                 |
| U.S. R&B Chart         | 2                  |
| U.S Adult Contemporary | 9                  |